# よつ葉乳業
よつ葉乳業株式会社（よつばにゅうぎょう）は、札幌市中央区に本社のある企業（登記上の本店は河東郡音更町）。ホクレン農業協同組合連合会（ホクレン）の関連法人。
コーポレートスローガンは、「北海道のおいしさを、まっすぐ。」。

## 商品
- 牛乳類
- ヨーグルト
- チーズ類
- バター類
- アイスクリーム
- 粉乳類
- 生クリーム
- 飲料
- ギフトセット
- 業務用粉乳
- 業務用クリーム
- 業務用濃縮乳
- 業務用ソフトミックス
- 業務用チーズ

## 沿革
よつ葉乳業の創業者である太田寛一は、1966年（昭和41年）に酪農の先進国であるヨーロッパを視察した際、生産者が加工から販売までを手掛けている農村の姿を目の当たりにし、北海道農業にも酪農家自身が地域の乳業メーカーに出資して、生産から流通までを一体化した仕組みを構築する必要性を学んだ。
日本への帰国後、1967年（昭和42年）に北海道の十勝管内にある8つの農業協同組合（上士幌、士幌、音更、鹿追、川西、幕別、豊頃、中札内）が中心となった、農民資本の乳業会社「北海道協同乳業」を設立し、乳製品工場（現在の十勝主管工場）が稼働した。その後、根釧、オホーツク北見、宗谷の酪農家から出資を受け、各地区に工場を設置した。1986年（昭和61年）には社名とブランド名を統一するため、「北海道農協乳業」としていた社名を「よつ葉乳業」に変更した。

### 年表
- 1966年（昭和41年）- 十勝管内農協組合長会議にて工場建設決議[3]。
- 1967年（昭和42年）-「北海道協同乳業」として設立し、十勝工場（現在の十勝主管工場）完成[3]。
- 1969年（昭和44年）- 市乳工場完成[3]。
- 1970年（昭和45年）- 十勝工場加工第2工場完成[3]。
- 1972年（昭和47年）-「北海道農協乳業」に社名変更[3]。
- 1973年（昭和48年）- 根釧工場完成[3][4]。畜産振興事業団（現在の農畜産業振興機構）からの出資受入。
- 1974年（昭和49年）- 北見工場（現在のオホーツク北見工場）完成[3]。
- 1976年（昭和51年）- 根釧工場に市乳工場完成[3]。
- 1978年（昭和53年）- 十勝工場市乳工場完成[3]。
- 1981年（昭和56年）- 大阪流通センター（現在の大阪支店）開設[3]。
- 1982年（昭和57年）- 東京流通センター（現在の東京支店）開設[3]。十勝工場チェダーチーズ工場完成[3]。
- 1983年（昭和58年）- 札幌市に本社移転[3]。
- 1984年（昭和59年）- 宗谷工場完成[3]。
- 1986年（昭和61年）-「よつ葉乳業」に社名変更[3]。
- 1988年（昭和63年）- リサーチセンター（現在の中央研究所）完成[3]。東京都武蔵野市に食品・環境・農業に関する専門図書館「よつ葉ライブラリー」開設（2011年閉館）[5]。
- 1992年（平成04年）- 東京工場完成[3]。十勝工場カマンベールチーズ工場完成[3]。
- 1998年（平成10年）- 総合衛生管理製造過程の承認（牛乳部門）。
- 1999年（平成11年）- 総合衛生管理製造過程の承認（加工乳・乳飲料・クリーム・脱脂乳部門）。
- 2001年（平成13年）- ISO 14001審査登録（十勝主管工場、根釧工場、オホーツク北見工場、宗谷工場）。
- 2004年（平成16年）- ドイツ製無塩バターに金属片混入し、製品回収。十勝主管工場新市乳工場完成[3][6]。チェダーチーズ製造工程で使用しているフィルター破損し、金属片混入の恐れがあるため、対象製品を自主回収。
- 2005年（平成17年）- 外部に委託生産して自社で販売している飲料製品の一部に凝固の恐れがあるため、対象製品を自主回収。
- 2007年（平成19年）- オホーツク北見工場乳製品加工施設完成[3]。
- 2010年（平成22年）- チーズ研究所開設[3][7]。
- 2011年（平成23年）- 十勝主管工場バター・液状生産施設完成[3]。
- 2013年（平成25年）- 十勝主管工場粉乳生産施設完成[3][8]。FSSC認証登録（十勝主管工場、宗谷工場）。
- 2014年（平成26年）- FSSC認証登録（根釧工場、東京工場）。ハラール認証取得（根釧工場、宗谷工場）
- 2015年（平成27年）- 十勝主管工場チーズ生産施設完成[3]。FSSC認証登録（オホーツク北見工場）。ハラール認証取得（十勝主管工場チーズ工場）。
- 2017年（平成29年）- 創立50年。経営理念、よつ葉グループ企業行動憲章「よつ葉 Way」制定。ハラール認証取得（オホーツク北見工場）。
- 2018年（平成30年）- 新コーポレートキャラクター「みるる」デビュー[9][10]。
- 2019年（令和元年）- 十勝主管工場見学施設「おいしさまっすぐ館」リニューアル [3]。
- 2020年（令和02年）- ISO14001 認証取得（全事業所）[3] 。
- 2021年（令和03年）- 4月28日を「北海道よつ葉記念日」に制定し、日本記念日協会に登録。[11]

## 事業所

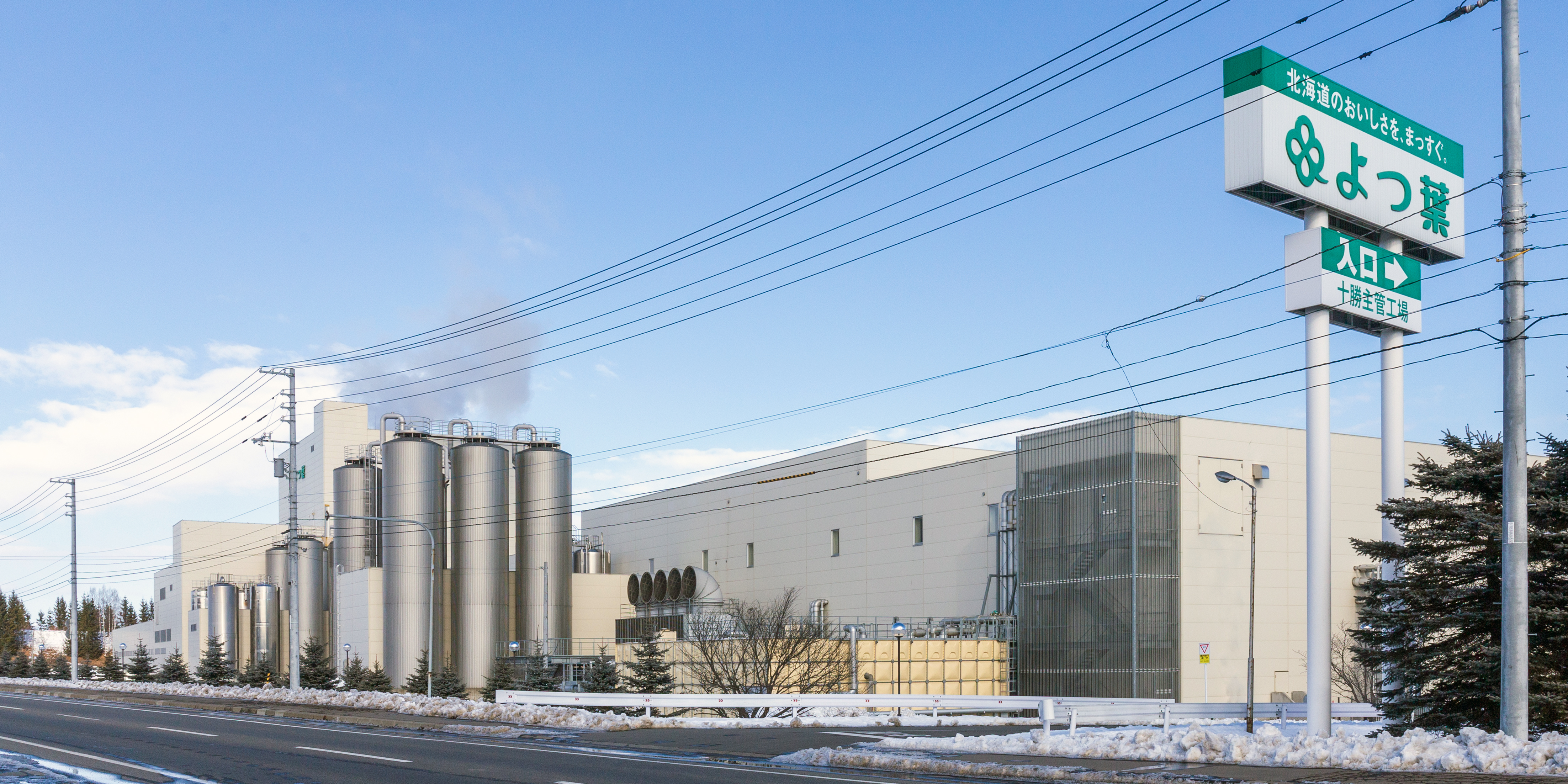
十勝主管工場

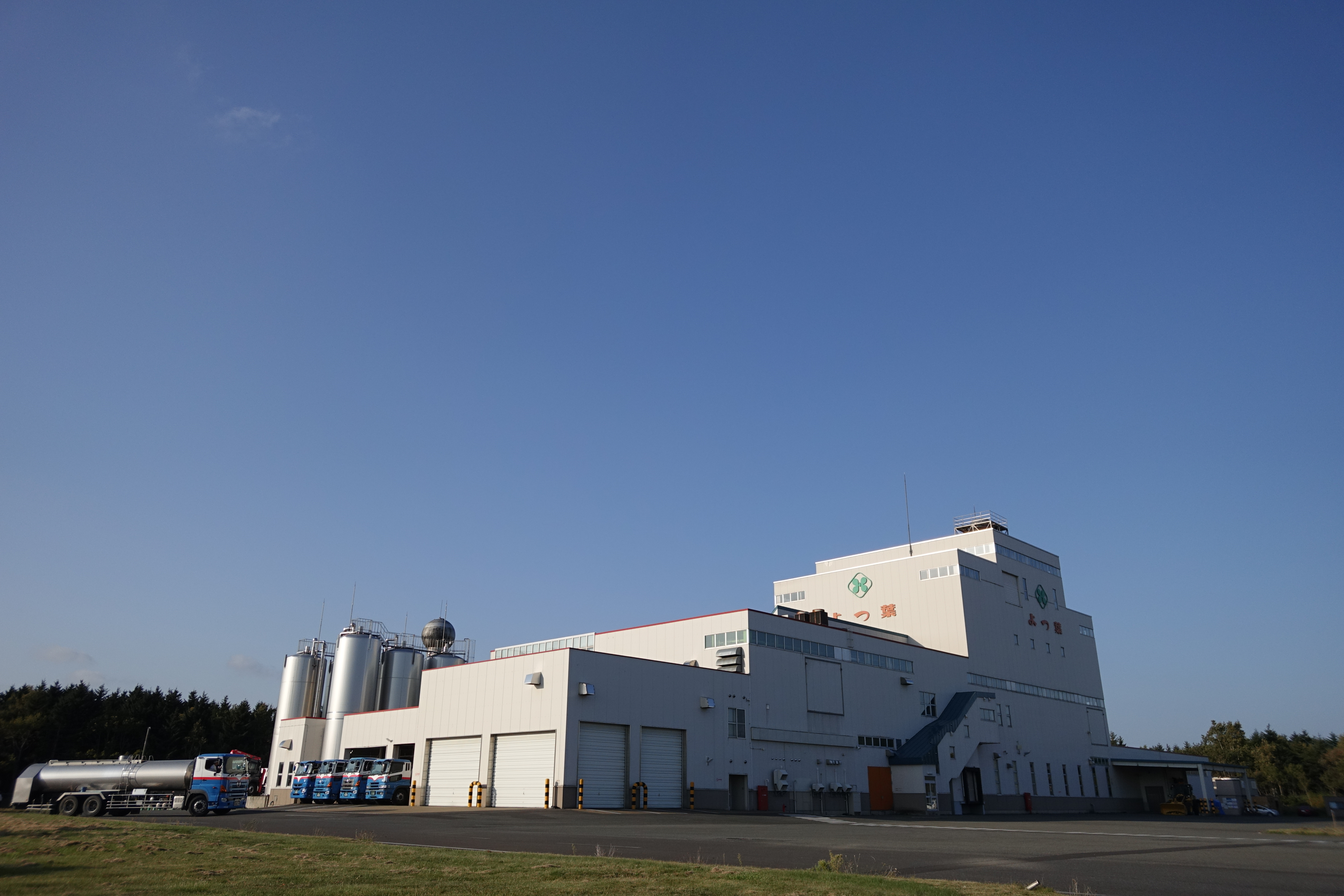
宗谷工場

- 本社 - 札幌市中央区北4条西1丁目 北農ビル12階
- 中央研究所 - 北海道北広島市輪厚465-1
- チーズ研究所 - 北海道河東郡音更町新通20丁目3
- 十勝主管工場 - 北海道河東郡音更町新通20丁目3
- 根釧工場 - 北海道釧路市大楽毛127
- オホーツク北見工場 - 北海道紋別市渚滑町元西141
- 宗谷工場 - 北海道枝幸郡浜頓別町智福2丁目4
- 東京工場 - 千葉県印旛郡栄町矢口神明1丁目6-1
- 東京支店 - 東京都中央区日本橋小伝馬町11-9 住友生命日本橋小伝馬町ビル4階
- 大阪支店 - 大阪市北区中津1丁目11-11 中津第一リッチビル5階
- 北海道支店 - 札幌市東区苗穂町11丁目3-36
- 道東営業所 - 北海道河東郡音更町新通20丁目3
- 道北営業所 - 北海道旭川市永山北2条10丁目1-6
- 台湾支店 - 台北市大同区南京西路41号8樓1

## 直営店
カフェ「ミルク＆パフェ よつ葉ホワイトコージ」、および、フルコンテンツ型アンテナショップ 「よつ葉ミルクプレイス」を展開している。
- よつ葉ホワイトコージ
  - 札幌ステラプレイス店

札幌市のパセオに札幌パセオ店を置いていたが、札幌駅改修工事に伴い2021年12月19日に閉店[12]。 札幌ステラプレイス内に移転して2022年2月4日に札幌ステラプレイス店をオープンする[12]。
  - 新千歳空港店
  - 東京スカイツリータウン ソラマチ店

2022年1月10日で閉店[12]。
  - KITTE大阪店 2024年7月31日オープン[13]。
- よつ葉ミルクプレイス
恵比寿ガーデンプレイスに2024年7月13日オープン[13]。

## 関連会社
- よつ葉物流
- くみあい乳業
- よつ葉テクノサービス
- よつ葉乳業アジア
- よつ葉ホワイトコージ
- よつ葉カーゴネット

## テレビ番組
- 日経スペシャル カンブリア宮殿 酪農家と共に成長を目指す! 業界の異端児が仕掛けるサバイバル術（2017年10月26日、テレビ東京）[14]

## スポンサー番組

### 現在
- ZIP!北海道（日本テレビ系・STV） - 『どさんこワイド朝』から鞍替え、火曜日7時台のローカルスポンサー。
- めざましテレビ（フジテレビ系・UHB）- 月曜日7時台のローカルスポンサー。
- TVhお天気情報 (テレビ東京系・TVh）- 土曜日21時台前放送分のスポンサー、以前は金曜日21時台前放送分。
- 10時の時報提供（TBSラジオ）- 2021年当時、道外で唯一のスポンサーとして開始[15][16]。
- 安住紳一郎の日曜天国（TBSラジオ）- 11時台後半「にち10ダバダコーナー」のスポンサーの1社[17]。

### 過去にスポンサーをしていた番組
- STV平日17:30のアニメ再放送枠（巨人の星 (アニメ)#再放送も参照）
- どさんこワイド179 (STV) - 『どさんこワイド朝』開始まで、水曜日18時台のローカルスポンサー。
- どさんこワイド朝 (STV) - 月曜日・水曜日・金曜日のスポンサー、後継は『ZIP!』（現・『ZIP!北海道』）火曜日。
- HBC天気予報 （TBS系・HBC） - 1980年代頃に土曜日18:57 - 19:00枠で提供。提供読みはオープニングが「天気予報です。よつ葉乳業[18] がお送りします。」、エンディングが「よつ葉乳業[18] がお送りした、天気予報を終わります。」であった。
- 朝ズバッ!（HBC）- 金曜日7時台後半のローカルスポンサー。
- あさチャン(HBC) - 金曜日7時台後半のローカルスポンサー。
- 笑っていいとも!増刊号（UHB）- 1990年代前半頃に提供。
- ウェザータイム (HTB) - 『情報ワイド 夕方Don!Don!』開始まで、月曜日のスポンサー。
- 水曜どうでしょう（HTB、tvkなど）- 2020年の新作におけるスポンサー（道内外）。
- 開運!なんでも鑑定団（TVh）- 2009年頃までローカルスポンサー。
- lief (AIR-G') - 15時台後半のスポンサー。
- イチモニ! (HTB）- 月曜日・木曜日前半のスポンサーで、2022年3月まで提供。
- 報道ステーション（テレビ朝日系列）- 2023年10月から2024年3月まで、ネットワークセールス枠での提供。